# Costel Gheorghiu
Costel Gheorghiu (n. 6 septembrie 1956 – d. 21 octombrie 2009) a fost un om politic român. Costel Gheorghiu a fost ales deputat în legislatura 1990-1992 pe listele FSN în județul Galați. A fost membru în comisia pentru politică externă și a fost membru în grupurile parlamentare de prietenie cu Republica Portughezǎ și Regatul Unit al Marii Britanii și Irlandei de Nord. În legislatura 1992-1996, Costel Gheorghiu a fost ales senator pe listele FSN iar în mai 1993 a trecut la PD. În legislatura 1996-2000, Costel Gheorghiu a fost ales ca senator în județul Galați pe listele partidului PD. În cadrul activității sale parlamentare în legislatura 1996-2000, Costel Gheorghiu a fost membru în grupurile parlamentare de prietenie cu Republica Populară Chineză și Republica Coasta de Fildeș. Costel Gheorghiu a fost membru în delegația Parlamentului Român la Adunarea Parlamentară a NATO. Costel Gheorghiu a fost secretar al Comisiei de Apărare, Ordine Publică și Siguranță Națională a Senatului României iar între anii 1997 și 2000 a fost raportor special al NATO. Din decembrie 2000 și până în martie 2002 a fost observator în Bosnia-Herțegovina al Organizației pentru Securitate și Cooperare în Europa. Costel Gheorghiu era licențiat al Colegiului de Studii Militare "George Marshall" din Germania și a fost lector al Colegiului NATO de la București.